# Препелич, Клемен
Клемен Препелич (словен. Klemen Prepelič; род. 20 октября 1992 года, Марибор, Словения) — словенский профессиональный баскетболист, играющий на позиции атакующего защитника.

## Карьера

### Клубная
Начинал карьеру в словенских клубах. После половины сезона-2014/15 в турецком клубе «Банвит» вернулся в «Олимпию». Затем выступал в клубах Германии и Франции.
В 2018 году игрока подписал «Реал Мадрид», но на следующий сезон был отдан в аренду в «Ховентут». В межсезонье-2020 он стал свободным агентом и присоединился к клубу «Валенсия».

### Сборная Словении
Был вызван в национальную сборную Словении для участия в чемпионате Европы 2017 года, который проходил в Турции. Вместе с командой прошел весь турнир и завоевал для словенцев первую золотую медаль турнира.

## Достижения

### Клубные
- Чемпион Испании: 2018/2019
- Обладатель Кубка Словении: 2012/2013
- Обладатель Суперкубка Испании: 2018
- Серебряный призёр Кубка Испании: 2019

### Сборная Словении
- Чемпион Европы : 2017